# Promachus scalaris
Promachus scalaris är en tvåvingeart som beskrevs av Friedrich Hermann Loew 1858. Promachus scalaris ingår i släktet Promachus och familjen rovflugor. Inga underarter finns listade i Catalogue of Life.